# Пустје Уљани
Пустје Уљани (слч. Pusté Úľany) насељено је мјесто са административним статусом сеоске општине (слч. obec) у округу Галанта, у Трнавском крају, Словачка Република.

## Становништво
| Година:    | 1994. | 2004.   | 2014.   | 2024.   |
| ---------- | ----- | ------- | ------- | ------- |
| Број људи: | 1519  | 1599    | 1708    | 1822    |
| Разлика:   |       | +5,26 % | +6,81 % | +6,67 % |

| Година:    | 2023. | 2024.   |
| ---------- | ----- | ------- |
| Број људи: | 1844  | 1822    |
| Разлика:   |       | -1,19 % |

Према подацима о броју становника из 2024. године насеље је имало 1822 становника.